# Ilobasco
Ilobasco es un distrito de la Ciudad Cabañas Oeste, en el Departamento de Cabañas, en la región central de El Salvador, su población, de unas 58,581 personas, se dedica a la ganadería, la agricultura del maíz, el comercio y a la alfarería la actividad por la que Ilobasco es más conocido.
La extensión territorial del distrito es de 249.69 km²; para su administración el municipio se divide en 18 cantones y 118 caseríos. El distrito se divide en los barrios: San Sebastián, San Miguel, Los Desamparados, El Calvario, y La Cruz.
Este distrito ha sido la cuna de hombres y mujeres brillantes que han aportado mucho a la sociedad salvadoreña, además de ser reconocida por sus famosas artesanías de barro.

## Toponimia
En como todo el territorio de lo que actualmente constituye el departamento de Cabañas, fue ocupado por los lencas y conquistado a fines del siglo XV por los pipiles. Por lo que su toponimia es Lenca, que proviene de dos voces del idioma Náhuatl: ‘Hilotax’, «Tortilla hecha con elote tierno» y ‘ca’ o ‘co’, que significa «Lugar». Su toponimia es, por consiguiente: «Lugar de tortillas hechas de elote tierno». Durante la época colonial su nombre se escribió de diversas formas: Gilovasco, Hilobasco, Xilobasco. Por lo que se aclara que la sílaba bas o vas fue corrupción originada por la fonética castellana. 
En 1859, un informe de la municipalidad informó que Ilobasco significa «Hilo de oro», lo que es un grave error, ya que ningún bisílabo de lengua precolombina salvadoreña basco quiere decir «Oro».

## Historia

### Época Colonial
Durante la época colonial, allá por el año 1740, San Miguel Ilobasco tenía en su jurisdicción a 75 indios tributarios, lo que comprendía alrededor de 375 personas. Este dato lo dio en su oportunidad el censo efectuado por el alcalde mayor de San Salvador don Manuel Gálvez Corral.
La población de Ilobasco, ocupó antiguamente el paraje llamado "Sitio Viejo" situado a 6 km de su asiento actual.
El poblado empezó a formarse a principios de 1600, en el sitio actual, con el nombre de San Miguel de Xilobasco o Hilobasco. Es cuando se edifica la primera Iglesia, en el centro de la que hoy es la ciudad de Ilobasco. Las asientos de piedra, encontradas en 1972 cuando se adoquinaban las calles que rodean el parque y que hoy en día se encuentran en el costado derecho del atrio de la Iglesia y la pila bautismal, se remontan de esa primera edificación.
En la época colonial fue administrado por el convento de Santo Domingo de San Salvador y se ubicaba a 6 kilómetros al norte del asiento actual.
Y su población fue creciendo gracias a diversas familias de origen español que se asentaron en este poblado y en 1770 fue un pueblo anexo a la Parroquia de Cojutepeque hasta antes de la independencia, cuando Ilobasco se convirtió en parroquia.

### Pos-independencia
Luego de la independencia, el 12 de junio de 1824 fue incorporado al departamento de San Salvador, hasta que en 1828 fue incorporado al departamento de San Vicente. Por fin, el 20 de junio de 1835, bajo la presidencia del General Nicolás Espinoza, fue creado el distrito de Ilobasco, en el departamento de Cuscatlán. 
Años más tarde, el 23 de febrero de 1838 se le dio el título de Villa y el historiador don Guillermo Dawson apunta que "la villa de Ilobasco fue elevada a la categoría de Ciudad el 18 de enero de 1871".
En el 13 de enero de 1854, el gobernador José D. Montiel reporta en un informe de mejoras en el Departamento de Cuscatlán que en la Villa de Ilobasco se estaba construyendo un panteón de una capacidad considerable cuya portada estaba concluida y se habían levantado 100 varas de pared. Se hizo un relleno en la calle que conducía al cementerio donde antes era un zanjón intransitable y se hizo un empedrado de 41 varas en la salida del norte del cementerio. Se estaban acopiando madera labrada y 2,000 tejas para el cabildo.
El alcalde electo para el año de 1863 era el señor don Bernardo Perdomo.
Al emitirse el decreto legislativo por la Asamblea Nacional Constituyente, el 10 de febrero de 1873 se creó el departamento de Cabañas con los distritos ya existentes de Ilobasco y Sensuntepeque.

### Hombres Ilustres de Ilobasco
Esta ciudad es cuna de dos Presidentes de la República, el General Fernando Figueroa, que gobernó el país del 15 de mayo al 18 de junio de 1885 y del 1 de marzo de 1907 al 28 de febrero de 1911; y el General Rafael Antonio Gutiérrez, quien ocupó la primera magistratura del país del 10 de junio de 1894 al 13 de noviembre de 1898.
También son unos de sus más esclarecidos hijos el Licenciado Enrique Hoyos, conocido en su época, como “el segundo orador de los Andes”. El parque de la ciudad perpetúa su nombre. También es originaria de esta ciudad la Licenciada Darlyn Meza, quien fue Ministra de Educación en el período presidencial de Elías Antonio Saca entre los años 2004 y 2009.

## Gobierno Municipal
En El Salvador, por disposiciones constitucionales, los municipios son autónomos en lo económico, técnico y administrativo (Art. 203). Se rigen por un concejo formado por un alcalde (elegido por voto libre y directo cada tres años, con opción a ser reelegido), un síndico y dos o más regidores cuyo número varía en proporción a la población del municipio. En el caso de esta ciudad, actualmente es gobernada por el alcalde Ing. José Antonio Serrano del partido Nuevas ideas, para el periodo 2021-2024.

### División administrativa
Para su administración el municipio de Ilobasco se divide en 18 cantones y 118 caseríos.
| Cantón                  | Caseríos |
| ----------------------- | --- |
| Agua Zarca              | Agua Zarca Centro, San Antonio, El Gavilán, Los Bonilla, Los Gómez, Mata de Huerta, Los Flores, Los Arteaga, Los Chávez, Los Abarca, Los Amaya, Los Jovel, Las Rosas, Santa Isabel y km 50. |
| Azacualpa               | Azacualpa, El Cucurucho, Nuevo Tepeyac, Las Minas, El Amate, El Amatillo. |
| San José Caleras        | San José Caleras, Santa María de los Milagros, Los Capulines, Quebrada Honda, Pueblo Viejo, El Pilón, Terreno Negro.                                                                        |
| Cerro Colorado          | Cerro Colorado, Servelio Gómez, Las Flores. |
| Mestizo                 | Mestizo Centro, Los Escobares, Los Llanitos, El Zapotal y San Antonio Cucurucho |
| El Potrero              | El Potrero, El Carmen, Buena Vista, Buenos Aires, El Barrial, Los Rodas, Corral de Piedra, Hacienda Vieja, El Tablón.                                                                       |
| La Labor                | La Labor el centro, San Antonio, Los Hernández, San Juan, Los Rivas. |
| Las Huertas             | Las Huertas, Planes, El Carrizal, El Jícaro, Las Isletas, El Zapotal, San Miguel, Nuevo Mundo.                                                                                              |
| Los Hoyos               | Los Hoyos, Menjívar, Zacamil, Cerro de las Palomas, Zamora, El Centro, Vistas. |
| Los Llanitos            | Los Llanitos, Quesera, Rancho Bonito, El Molino, Cuesta de los Bueyes. |
| Maquilishuat            | El Limón, Isletas Piragua, Flor Amarilla, Peñas Blancas, Santa Lucia, Rancho Quemado, San Vicente, Chaparral, El Limpio, Plan del Hüilihüiste, Piedra Pacha, Río Cañas.                     |
| Nanastepeque            | Nanastepeque, Dolores, Orellana, El Rincón, Los Vásquez, Los González, El Cocal. |
| San Francisco del Monte | San Francisco del Monte, Las Cuchillas, Cerro Miguel, San Luis Gramal, Caraguales, Los Encuentros, La Montaña, Los Peña, Los Toruño, Tiembla Tierra.                                        |
| San Francisco Iraheta   | San Francisco Iraheta, Potrerillo, El Jícaro. |
| San José                | San José, Los Delgado, Lomas de Peña, El Mestizo, Fuentes, Tercero. |
| Santa Cruz              | Santa Cruz, Sagrado Corazón, El Tablón, El Matazano, La Milagrosa. |
| Sitio Viejo             | Sitio Viejo, La Ceiba, Los Frailes, Sayulapa, Chihüelas. |

### Alcaldes de Ilobasco
| Alcalde                                                             | Periodo     |
| ------------------------------------------------------------------- | ----------- |
| Bernardo Perdomo                                                    | 1885 - ?    |
| Benjamín Bonilla                                                    | 1929 – 1930 |
| Cecilio González                                                    | 1933        |
| Camilo Ruiz                                                         | 1938 – 1942 |
| Amílcar González                                                    | 1943 – 1944 |
| Carlos Sánchez Barbón                                               | 1945        |
| Segundo Covelo Arreola                                              | 1946 – 1947 |
| Rafael Bonilla                                                      | 1948        |
| Ciriaco Rivas Toledo                                                | 1949        |
| Carlos Miranda                                                      | 1950        |
| Miguel Ángel López                                                  | 1951 – 1952 |
| Raúl Barbón                                                         | 1953        |
| Miguel de Jesús Vega                                                | 1954 – 1955 |
| Francisco Apontes Martínez                                          | 1956 – 1960 |
| Raúl Hernández Tobar                                                | 1961 - 1962 |
| Miguel Apolonio Arévalo                                             | 1963 - 1964 |
| Herculano de Jesús Platero                                          | 1965 – 1966 |
| Dr. Adalberto Sotero Orellana                                       | 1969 – 1973 |
| Miguel Ángel Martínez                                               | 1974 – 1975 |
| Atilio Marín                                                        | 1977 – 1980 |
| Sergio valladares                                                   | 1980-1982   |
| José Dimas Abarca                                                   | 1982        |
| Atilio Marín                                                        | 1983 – 1984 |
| Oscar Escobar                                                       | 1985        |
| José Manuel del Tránsito Ángel                                      | 1986 – 1987 |
| Herculano de Jesús Platero                                          | 1988 – 1993 |
| Alfredo Alejandro Muñoz                                             | 1993 - 1997 |
| Cruz Zepeda Valencia                                                | 1997 – 2000 |
| José María Dimas Castellanos Hernández                              | 2000 – 2021 |

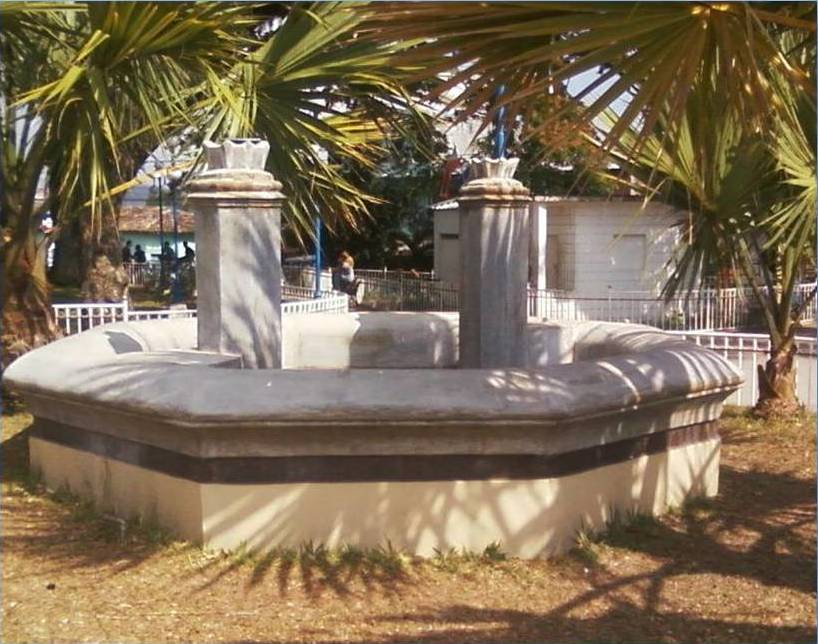
Pila situada en el centro del parque de Los Desamparados, construida por Don Bernardo Perdomo, alcalde de Ilobasco en 1852. Esta pila suplió de agua a la comunidad hasta principios de 1960

| José Antonio Serrano Lorenzo Rivas Echeverría \|\| 2021 –2024 2024- |             |

### Escudo de Ilobasco

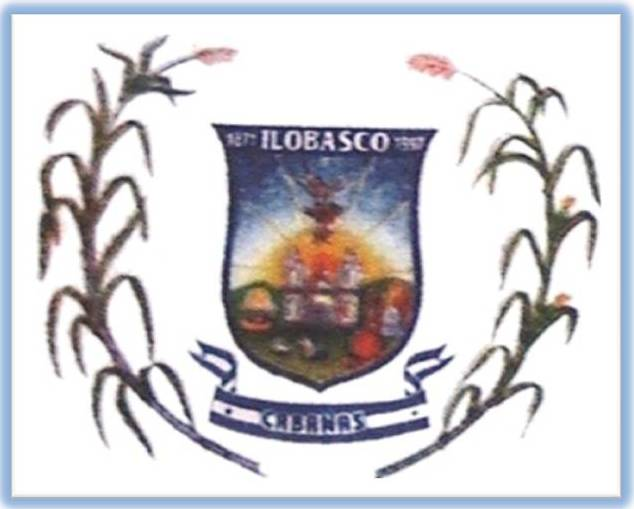
Escudo de la Ciudad

Como casi todos los pueblos importantes de El Salvador, la ciudad de Ilobasco tiene también su escudo, promovido por la municipalidad que presidió el Sr. Alfredo Alejandro Muñoz (1993 - 1997) y elaborado por el artista José Orlando Ángel Estrada. 
Este emblema que identifica al pueblo ilobasquense está diseñado de la siguiente manera: el contorno formado por la letra U, en su interior está dibujada la iglesia colonial de la parroquia de San Miguel Arcángel, y en el lado superior, un ángel con el mismo nombre. Del sol radiante emerge la figura del patrono de la ciudad; al lado inferior, las artesanías utilitarias (maceta), la decorativa (jarrón, tucanes) y las miniaturas que son las que han dado a Ilobasco renombre internacional. Atrás de la iglesia aparecen unos cerros que simbolizan la naturaleza topográfica de la región, y en los extremos superiores, los años 1871: fecha en que se dio el título de ciudad y 1997, año que se aprobó la creación del Escudo.
En la base, se destaca una banda con los colores de nuestra enseña patria, el nombre del Departamento, entre dos estrellas que simboliza los distritos en que está dividido Cabañas, y rodeado de una mata de maíz y una caña de azúcar, dos de los cultivos más importantes de la región.

## Geografía
Ilobasco se encuentra situado en la cima de una colina a 750 metros sobre el nivel del mar. Está limitado al norte, por los municipios de Sensuntepeque y Jutiapa; al éste por el municipio de San Isidro; al sur por los municipios del Rosario, Monte San Juan, San Rafael Cedros, departamento de Cuscatlán y San Sebastián, departamento de San Vicente; al oeste por los municipios de Jutiapa y Tejutepeque, departamento de Cabañas.

### Clima
El clima en los últimos años ha cambiado a cálido; la precipitación pluvial anual oscila entre 1800 y 2000 milímetros. La temperatura promedio de la región fluctúa durante el año, entre los veinte y ocho y treinta grados. En verano, principalmente en los meses de febrero, marzo, abril y mayo, la temperatura media oscila entre los treinta y cuatro y treinta y seis grados. Sin embargo, debido a las brisas vespertinas y nocturnas se presenta a menudo aire fresco durante las noches, así como ligeras pero frecuentes lluvias durante la época de invierno.
Hasta principio de la década de 1960, Ilobasco se caracterizaba por un clima agradable, principalmente en los meses de noviembre, diciembre y enero cuando las temperaturas bajaban con regularidad hasta los diecinueve grados.

### Orografía
Las elevaciones más notables son los cerros: El Pilón, El Zapotal, Piedra, El Cuervo, El Congo, El Cabro, Colorado, El Chaparral, Víbora, El Buey, El Cucurucho, Tanijera, Las Chanchas, Tabasco, Miguel, El Pajal, El Risco, El Cipe, El Cimarrón, Los Coyotes, Pegón, Chipillo, Los Filos, Tiembla Tierra, Pueblo Viejo, Las Delicias, Puica, Los Torunos, El Sacristán, Redondo, Chitepe, , Pelón, Las Campanas, Los Ranchos, El Burro, Tepeyac, Hoja Blanca, La Cruz, Las Palomas, Del Cabo, De Barrillas, Los Hoyos, El Coyolar, De los Coyotes, Las Lomas, Cementerio, La Pinta, Plan del Cedro, Peña, Sunzapote, Peña del Negro, Nanastepeque, El Matazano, Malpistera, El Cerrón, El Cerrito, Tizate, Del Pino, Los Filos, Pacha, El Garrobo, El Aguacate, El Tablón y Las Campanas.

### Hidrografía
Los ríos más importantes que riegan el Municipio son: Atima, Los frailes, Quezalapa, Gualucho, El Zapote, Dolores, Los Horcones, Los Naranjos, El Molino, Copinolapa, Agua Fría, Nacascolo, Las Cañas, Los Ángeles, Las Lajas, El Zapotal, Chiquito, Las Vegas, Las Palomas, Malpistera, Peña del Negro, El Cerrón, Derrumbe, Titihuapa, El Pelón, Sunzapote. 
L
as quebradas: La Ceiba, El Aguacate, El Zapotal, Los Obrajitos, La Quebradona, Los Negros, El Pezote, Agua Zarca, Las Isletas, Honda, Agua Caliente, Las Pilonas, Poza Honda, Agua Escondida, Camposanto, La Danta, Los Arias, Cacaulapa, El Chorro, Huertas Viejas, La Aduana, El Paraje, Las Canoas, Nacimiento, Seca, El Jute, El Ojushte, El Juatal, Terciopelo, El Zapote, El Jute, El Pilón y El Zapotal.
Hay que tomar muy en consideración que un buen número de estas fuentes hidrográficas se han secado o están por secarse. Otras fuentes, ya sea, por el auge poblacional o por descuido han sido contaminadas.

## Demografía
A pesar de que el 20 de junio de 1835, bajo la presidencia de General Nicolás Espinoza, fue creado el distrito de Ilobasco mucho antes de esto Ilobasco era una población indígena muy importante con para ese tiempo muchos habitantes.
De acuerdo con los censos oficiales la población del Municipio en los años indicados fue la siguiente:
| AÑO  | HOMBRES | MUJERES | TOTAL  | DENSIDAD |
| ---- | ------- | ------- | ------ | -------- |
| 1550 | -       | -       | 1,100  | 4        |
| 1770 | -       | -       | 1,371  | 5        |
| 1859 | -       | -       | 6,455  | 26       |
| 1890 | -       | -       | 8,890  | 36       |
| 1930 | 8,706   | 8,656   | 17,362 | 70       |
| 1950 | 11,038  | 10,886  | 21,924 | 88       |
| 1961 | 13,325  | 13,558  | 26,883 | 108      |
| 1971 | 19,720  | 19,527  | 39,247 | 127      |
| 1992 | 26,255  | 27,258  | 53,513 | 214      |
| 2007 | 28,976  | 32,534  | 61,510 | 246      |
| 2017 | 34,635  | 39,048  | 73,597 | 253      |
| 2018 | 35,242  | 39,741  | 74,983 | 300      |
| 2024 | 26,796  | 31,785  | 58,581 | 235      |

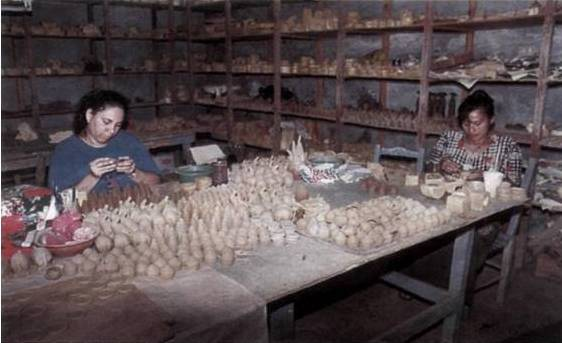
Ceramistas trabajando con barro.

En el 2024, Ilobasco representó el 0.97% de la población nacional con una población de 58,581 habitantes por lo cual se colocó como el 24° distrito más poblado de El Salvador de los 262 existentes.

## Economía
En Ilobasco las personas se dedican a la ganadería, agricultura, negocios comerciales dentro de la localidad y a trabajar el barro.
Siendo este último uno de los más importantes.
La cerámica de este pueblo se debe en buena parte a tradiciones ancestrales y a la existencia de materia prima apropiada en la región.

### Alfarería
Ilobasco se destaca en la alfarería, con sus bellos diseños plasmados en cerámica, barro o arcilla. Es impresionante el esfuerzo y la dedicación de los artesanos que con gran delicadeza y creatividad modelan cada una de sus obras.
La ciudad es visitada por turistas nacionales y extranjeros para conocer de cerca la habilidad de estos artesanos, quienes obtienen los recursos económicos para su subsistencia de la agricultura, comercio e industria, aunque la mayoría lo percibe por medio de la cerámica, patrimonio artesanal que ha dado renombre a esta ciudad en muchos países del mundo, en “donde los muñequitos de Ilobasco” han logrado entrar en hogares de nacionales y extranjeros, o instituciones gubernamentales.
La cerámica en Ilobasco se debe en buena parte a tradiciones ancestrales y a la existencia de materia prima apropiada en la región. En la actualidad, este oficio es desempeñado por más de 80 familias del área urbana o rural. En el área rural se trabaja especialmente la cerámica “tradicional popular”, a través de un proceso rudimentario, elaborando cántaros, ollas, comales y macetas. En su mayoría son mujeres las que ejercen esta labor, ya que el hombre se dedica a las faenas agrícolas. En el área urbana los hombres, mujeres y niños se dedican a la artesanía y la clase de cerámica es diferente. En algunos casos se utilizan técnicas rudimentarias y en otras técnicas modernas, sin poder lograr un perfeccionamiento, debido a la enorme cantidad de artesanos rudimentarios.
Ilobasco está considerado uno de los principales centros alfareros y ceramistas de Centroamérica y cuna de la artesanía en El Salvador, remontándose la actividad cerámica a la época precolombina. Su artesanía en barro es muy variada. Incluye las llamadas "miniaturas", figuras que representan escenas típicas no mayores de cinco centímetros; y las "sorpresas pícaras", que son escenas cubiertas con una pieza de arcilla pintada y con la forma de una fruta, un huevo, una casa o algo similar. La cubierta puede quitarse para ver la figura.

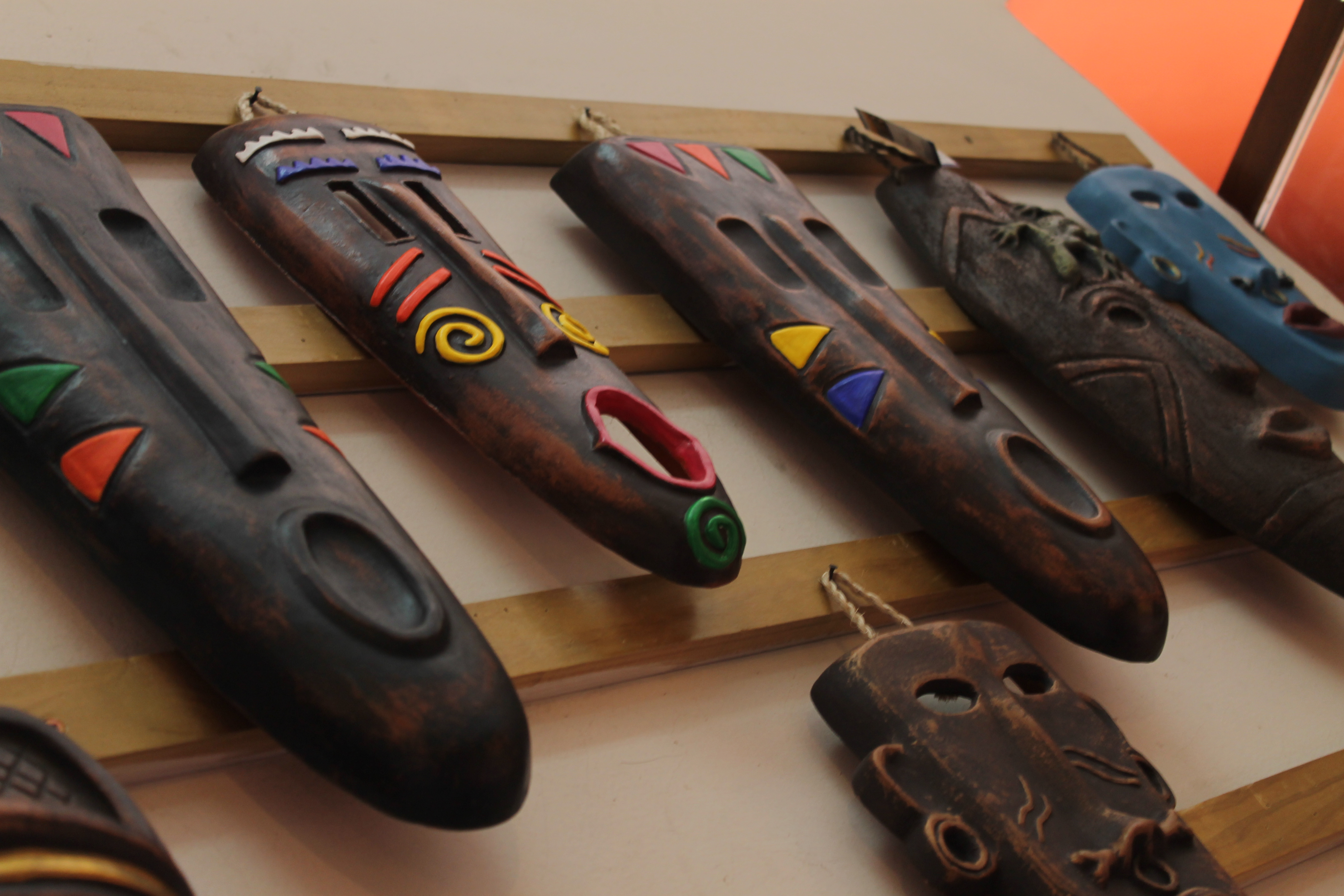
Máscaras de Ilobasco en Barro

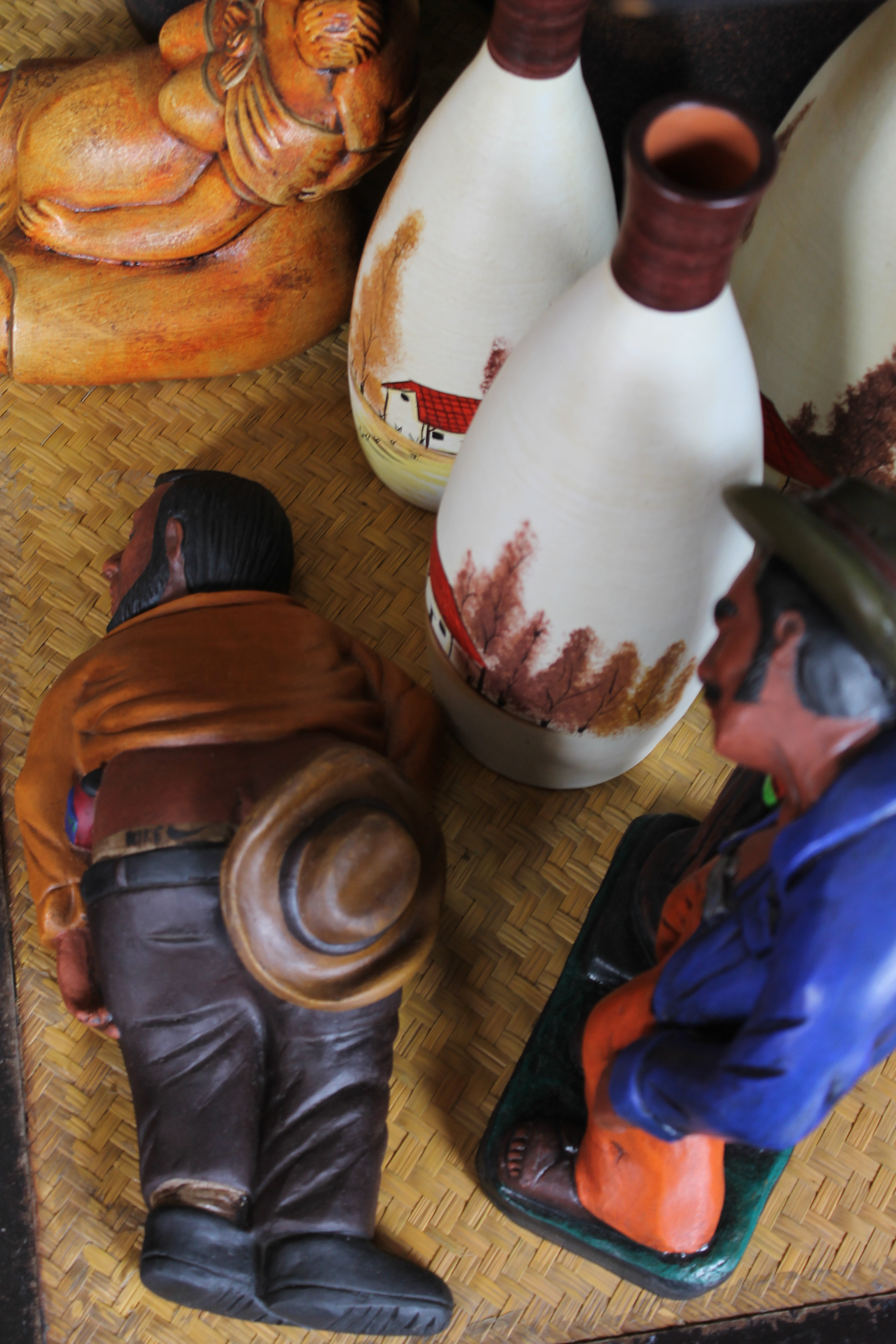
Artesanías de Ilobasco

### Turismo
La actividad alfarera de Ilobasco, a su vez, atrae a una gran cantidad de turistas, tanto del país como del exterior.
Para la atención de los visitantes, Ilobasco cuenta con unos pocos acogedores hoteles muy cerca del casco urbano y bonitos restaurantes con muy buena atención y precios razonables.
A pesar de una acelerada urbanización cuenta hoy en día con cierta capacidad turística en la zona conocida como "Barrio El Calvario" donde se pueden encontrar cafeterías, ventas de productos artesanales y restaurantes.
Visitar Ilobasco es encontrarse con los objetos más coloridos los cuales destacan entre los numerosos establecimientos instalados a lo largo de la vía principal, la más transitada, y que llama a recorrer a pie para apreciar el ingenio de los artesanos ilobasquenses.

## Cultura y Sociedad

### Patrimonio y Monumentos
En la ciudad de Ilobasco hay diversos monumentos y lugares de interés histórico, muchos de los cuales forman parte del Patrimonio cultural, entre ellos destacamos los siguientes:

#### Iglesia San Miguel Arcángel
Según documentos que se encuentran en la Casa Conventual de Ilobasco, la Iglesia San Miguel Arcángel se comenzó a construir aproximadamente por el año de 1880 “gracias a la iniciativa del presbítero Don Evaristo Falcó y a los perseverantes esfuerzos del Sr. Don José María Peña que durante ocho años consagró todos sus cuidados a la obra”.
Según los datos que suministra el libro de cuentas llevado por el Sr. Peña “se gastaron 15,844 pesos, dos reales y un cuartillo en la construcción, sin contar los donativos de materiales y el trabajo gratuito con que se contribuyeron constantemente los fieles. El entabicado y ornamentación del presbítero costó 1,597 pesos con dos reales”.
Según los lugareños, las piedras que se encuentran a los lados de la iglesia fueron encontradas cuando se cavaban los cimientos de la estructura; por lo que se asume que fueron talladas por los habitantes de la zona mucho tiempo atrás pues se encontraban enterradas; sin embargo, no hay ningún estudio oficial respecto a este asunto.
la Iglesia de San Miguel Arcángel cuenta con una estructura típica de la Edad Media: bóveda de crucería (en forma de Cruz). En su fachada puede apreciarse que al costado izquierdo se encuentra un reloj de agujas (no funciona) y al costado derecho un campanario.
La Iglesia fue dañada para los terremotos del 2001 y reparada consecuentemente; su fachada no sufrió mayores daños. Es considerada patrimonio de la ciudad de Ilobasco. En su interior se encuentra la "pila" en la que han sido bautizados miles y miles de católicos en toda su historia.
En el archivo parroquial existe además un legajo de documentos en que consta que “el Padre Don Norberto Marroquín pagó con limosnas por él recogidas 218 pesos tres reales, valor de trabajos hechos en la reparación de la portada”.

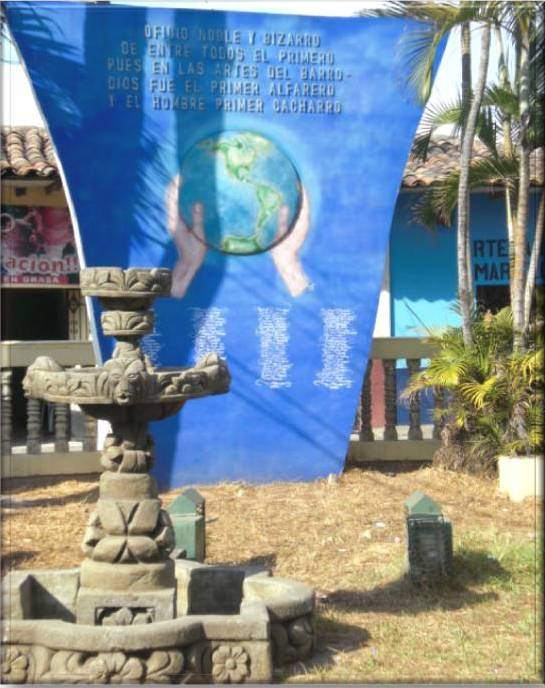
Monumento al Ceramista

#### Fiestas Patronal
La ciudad de Ilobasco celebra tradicionalmente sus fiestas patronales el mes de septiembre, en los días comprendidos del 20 al 29 en honor a San Miguel Arcángel. En una alegre celebración a la que asisten numerosos ilobasquenses residentes en el exterior.
Además el 10 de mayo se celebran las fiestas en honor a la Virgen de los Desamparados; del 6 al 8 de diciembre en honor a la Virgen Inmaculada Concepcióncopatrona de la.ciudad y una romería en honor al Señor de las Misericordias celebrada del 12 al 14 de enero.

#### Monumento al Ceramista
A la entrada de Ilobasco se encontraba este significativo reconocimiento a los ceramistas de la ciudad. En una placa que aparecía en el mismo, se leían estos significativos versos:

"Oficio noble y bizarro

es entre todos el primero

pues en las artes del barro

Dios fue el primer alfarero

y el hombre el primer cacharro"

Este monumento, contenía además los nombres de los artesanos más ilustres de Ilobasco incluyendo a Dominga Herrera quien es considerada la inventora de las miniaturas en barro. En el 2014, "el triángulo", como es conocido entre los ilobasquenses, fue remodelado.

### Familias Importantes
Uno de los datos importantes que podemos citar son los apellidos importantes y más conocidos de Ilobasco entre estos están:'López, Mejía, González, Rivera, Martínez, Osorio, Alvarenga, Abrego, Jerez, Barbón, Duran'Apontes, Castro, Ayala, y Torres, que eran familias como sus descendientes lo afirman, que tenían respeto y nombre en Ilobasco, esto por tener dinero y estar dedicados a sus haciendas donde comercializaban ganado, añil y granos básicos.
En las primeras décadas de 1800 Ilobasco comienza a surgir, los hacendados comienzan a construir sus casas y algunos de ellos emigran al centro de la ciudad, que en aquel entonces era villa, en principio estos hacendados le decían "la colina" cabe destacar que estos hacendados son de origen español de apellido Jerez y Artola y cuatro familias criollas de apellidos Martínez, Lozano, Ruano e Ypiña, que se establecieron en este lugar.
El lugar se fue formando poco a poco, hasta establecerse como la primera instancia; para las décadas de entre 1860 era el punto de encuentro de hacendados y finqueros, ganaderos y añileros.
Para las décadas de entre 1890, el mayor productor de añil en Ilobasco fue el Sr. José Manuel Abrego. El primer cine conocido en Ilobasco fue traído por el Sr. Carmen Ernesto Abrego Escobar el cual fue llamado “Luminor”. La primera motocicleta en Ilobasco fue traída por el Sr. José Manuel Abrego Escobar, hijo de José Manuel Abrego y hermano de Carmen Ernesto Abrego Escobar, este hecho fue muy inusual para todas las personas ya que nunca habían visto una. Tiempo después la Sra. Tránsito de López compró y llevó a Ilobasco el primer carro, el cual dio a conocer a todas las personas, quienes quedaron admiradas al ver algo como eso.

### Educación, Deporte y Recreación
El distrito de Ilobasco cuenta con los servicios básicos de agua potable, aguas negras, energía eléctrica, teléfono, internet, cable, oficina de correos, puesto de la policía y juzgado de paz.
En el casco urbano hay ocho escuelas y tres institutos, y en la zona rural hay un total de 110 escuelas. Posee un centro penitenciario para adultos y otro para menores. Por el momento sólo se cuenta con tres grupos de alcohólicos anónimos tradicionales y un centro taller, enfocado a la reinserción de jóvenes maderos.
El municipio cuenta con una universidad, siendo esta la Universidad Católica de El Salvador.
Posee también, cuatro iglesias católicas y diez evangélicas, un puesto de la cruz roja, dos fundaciones: Plan Internacional y Hábitat para la Humanidad.
Ilobasco cuenta también con una alcaldía, un hospital nacional, una unidad de salud FOSALUD, un seguro social y una casa de la cultura.
Para su recreación el municipio cuenta con el Estadio Municipal "Mauricio Vides" , tres canchas de fútbol rápido y seis canchas de fútbol, dos parques, uno de ellos recientemente remodelado, el cerro “el coyote”, Museo "CASA DE LA HACIENDA".
Posee dos iniciativas locales: Clínica Asistencial “Sagrada Familia”, y Asociación de Jóvenes Encuentristas (MOJE).

### Problemas Sociales
Por otro lado, se encuentran 36 cantinas en el área urbana, de las cuales sólo doce están legalmente constituidas, cinco billares, su elevado índice de violencia, la presencia de la mara 18 y MS en la periferia del casco urbano y los almacenes en los cuales se venden armas de fuego y municiones.
Dentro de la ciudad actualmente funciona un solo centro penal para menores de edad ubicado sobre la carretera que conduce a Cerrón Grande, puesto que el otro penal que se encontraba en la ciudad que era para personas considerados de mediana peligrosidad en la entrada de la ciudad de Ilobasco, fue clausurado y posteriormente entregado en el año 2019 a la Policía Nacional Civil para que esta fuera utilizada como una subdelegación.
Ilobasco su municipio en el cual, las iniciativas existentes, no han podido frenar el elevado índice de violencia, ya que existen bandas organizadas, tráfico ilícito de armas, producción, venta, transporte y distribución de droga.
El Barrio Comercial San Sebastián, dada la falta de organización del mercado municipal, se ha llenado de ventas informales. Esto ha generado el cierre de muchos negocios cercanos, suciedad y falta de movilidad y espacio en al menos 2 cuadras.